# Magnús Ólafsson
Magnús Ólafsson, född 1573, död 1636, var en isländsk präst och filolog.
Efter avslutad skolgång och en kort vistelse i Köpenhamn prästvigdes Magnús 1591; han var bland annat präst i Laufás i Eyjafjarðarsýsla 1622–1636. Han var diktare, men han är mest känd för sin kännedom om den gamla litteraturen och för sin filologiska verksamhet. Till denna verksamhet blev han särskilt uppmuntrad av Arngrímur Jónsson och Ole Worm, som han under lång tid brevväxlade med (Epistolæ ad Wormium). Av hans skrifter kan nämnas Specimen lexici runici, utgiven av Worm 1650, samt hans märkliga och godtyckliga redaktion av Snorres Edda, som följdes i Peder Hansen Resens utgåva (Laufásedda). Han kommenterade även skaldevers.